# Tågaborgstunneln

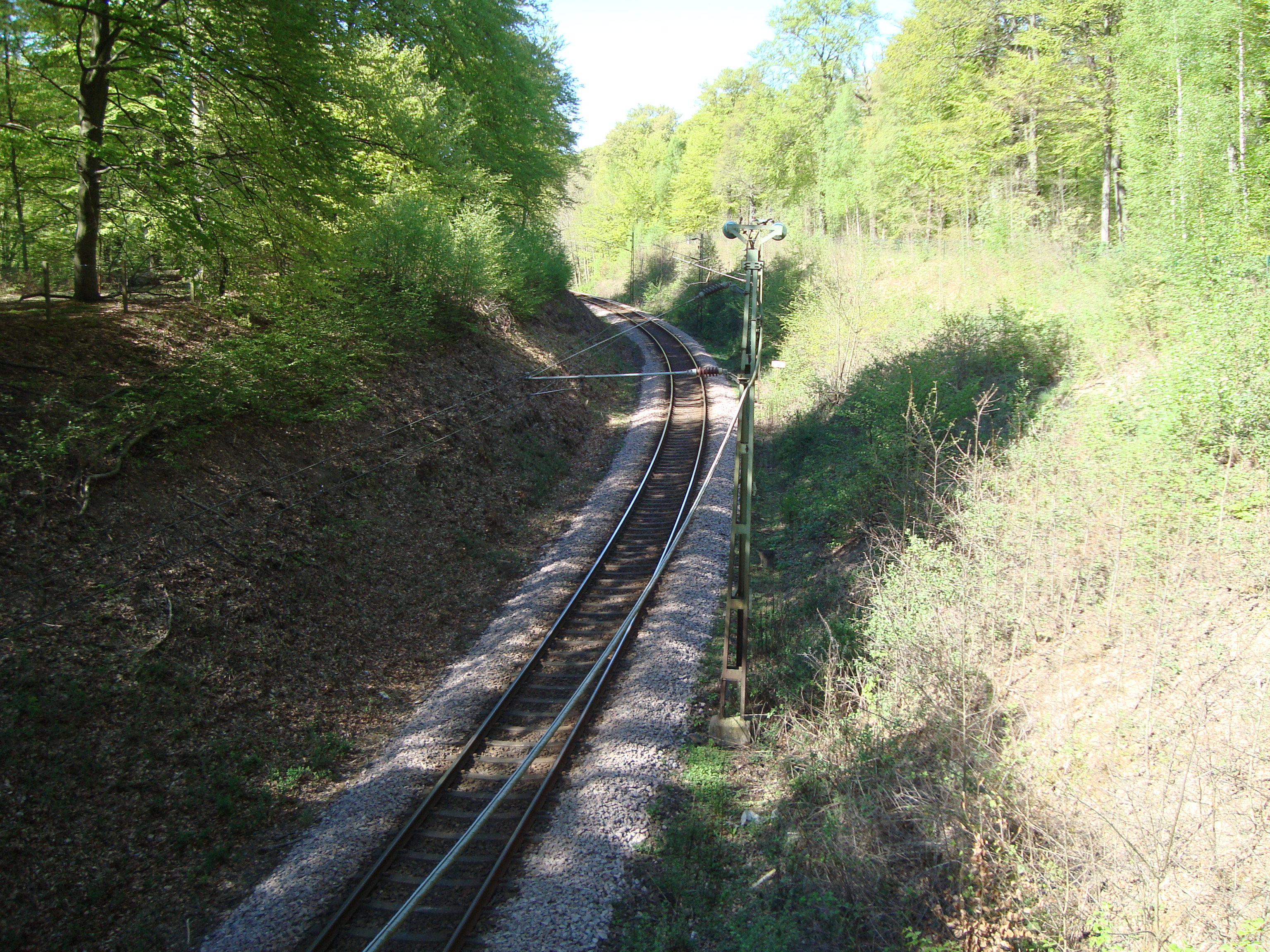
Det nuvarande enkelspåret genom Pålsjö skog.

Tågaborgstunneln, alternativt Norra tunneln, är arbetsnamnet på ett föreslaget järnvägsprojekt som skulle förbinda Helsingborgs centralstation med Västkustbanan norrut mot Ängelholm via en ny tunnel till Maria station, som förordas av Helsingborgs kommun.
Projektet har ännu inte antagits eller beviljats statliga anslag och finns inte med i Trafikverkets investeringsplan (Nationella planen för transportsystemet) som sträcker sig fram till och med år 2025. I Trafikverkets förslag till investeringsplan för 2018–2029 finns projektet med, liksom fastställd nationell plan för transportinfrastrukturen från 2022.

## Dagens spårförbindelse
I dagsläget (2025) är banan enkelspårig samt går genom en klippskreva i Pålsjö skog. I centrala Helsingborg går den sedan på en bro bland bostadshus nära kusten, samt närmast centralstationen i Helsingborgstunneln (1 399 m lång).
Behovet av trafikökning bedöms vara stort och det, i princip, enda sättet att få dubbelspår är att bygga en tunnel under stadsdelen Tågaborg. Investeringskostnaderna bedöms dock vara omfattande.

## Kommunal utredning
Efter en idéstudie om spårförbindelser beslutade Helsingborgs kommunfullmäktige den 26 april 2006 att kommunstyrelsen skulle "slutföra förhandlingar samt teckna avtal med dåvarande Banverket om fortsatt planerings- och utredningsarbete" för tunneln samtidigt som man bemyndigade "kommunstyrelsen att förskottera erforderliga planerings- och utredningsmedel" till tunneln, vilket innebar att man förskotterade medel till Banverket för en förstudie.
Förstudien påbörjades 2008 och slutrapporten presenterades i november 2009. I den framförs bland annat att det kommer att bli viktigt att försöka att få till stånd en etapplösning för att förbättra kapaciteten fram tills dubbelspåret är fullt utbyggt och att en förlängning av Maria station till Romares väg bör göras och att Maria station bör byggas ut för nya funktioner och anpassas till den nya Mariastaden.
Kostnaderna för utredning av Tågaborgstunneln för perioden 2004 till 2007 uppgick till 14,3 miljoner kronor. Av dessa kostnader beräknades kommunens förskottering till Banverket för en förstudie till 4 miljoner kronor. De geotekniska undersökningarna på Tågaborg svarade för 5 miljoner kronor av kostnaderna.

## Alternativ, dubbelspår i befintligt läge
En möjlighet vore att bredda den befintliga banan till dubbelspår där den går (det är cirka 5 km mellan Maria och Helsingborg C). Det har belysts i kommunens utredning, men den avvisar det huvudsakligen för att man vill ha bort järnvägens buller och barriäreffekt i ett attraktivt parkområde, inte utöka dessa problem genom dubbelspår. Det anses vara estetiskt opassande med bullerskärmar. Det skulle ge runt 2 minuter längre restid än vad Tågaborgstunneln skulle, och den kurviga sträckan skulle göra att snabbtågen ändå inte kan utnyttja sin tilltänkta hastighet. Det skulle dock troligtvis ändå vara lägre byggkostnad även om kommunens utredning inte beräknat denna kostnad. Helsingborgstunneln i centrala Helsingborg skulle även behöva breddas i norrgående riktning (med betydande trafikstörningar, troligen perioder med stängning).